# Midnight Sun (2018)
Midnight Sun (bra: Sol da Meia-Noite; prt: Amar-te à Meia-Noite) é um filme estadunidense de 2018, dos gêneros romance e drama. O filme foi dirigido por Scott Speer e escrito por Eric Kristen, baseado no filme japonês Taiyo no uta de 2006. É estrelado por Bella Thorne, Patrick Schwarzenegger e Rob Riggle. Conta a história de Katie, uma adolescente de 17 anos, que enfrenta a doença xeroderma pigmentosum, ao qual a impede de sair para a luz do sol, portanto durante toda sua infância permaneceu protegida dentro de sua casa. Ao encontrar Charlie, um garoto educado e companheiro, os dias se tornaram mais alegres e ela um pouco mais feliz. Katie se esforça para decidir se quer contar a ele sobre sua condição ou fingir viver uma vida normal. As filmagens do filme iniciaram em 12 de outubro de 2015 em Vancouver, Colúmbia Britânica, Canadá. O filme foi lançado nos Estados Unidos em 23 de março de 2018.

## Elenco
- Bella Thorne como Katherine "Katie" Price[5]
- Patrick Schwarzenegger como Charles "Charlie" Reed[5]
- Rob Riggle como Jack Price[6]
- Quinn Shephard como Morgan[7]
- Suleka Mathew como Dra. Paula Fleming
- Tiera Skovbye como Zoe Carmichael
- Paul McGillion como Blake Jones
- Ken Tremblett como Mark Reed
- Jenn Griffin como Barb Reed
- Nicholas Coombe como Garver
- Alex Pangburn como Wes
- Austin Obiajunwa como Owen

## Produção
Em 22 de junho de 2015, foi anunciado que Scott Speer iria dirigir um filme de jovens adultos, Midnight Sun, baseado no roteiro de Eric Kirsten, estrelado por Patrick Schwarzenegger como Charlie e Bella Thorne como Katie. O filme é baseado no filme japonês de mesmo nome de 2006, Taiyo no uta. Foi financiado pelo Boies / Schiller Film Group, e produzido por John Rickard e Zack Schiller. Em 9 de outubro de 2015, Rob Riggle se juntou ao filme para interpretar o pai de Katie, Jack.

### Filmagens
A principal fotografia do filme começou em 12 de outubro de 2015, em Vancouver, Colúmbia Britânica.

## Trilha sonora
Midnight Sun (Original Motion Picture Soundtrack) é o álbum da trilha sonora do filme. Foi lançado em 16 de março de 2018 pela Lakeshore Records.
O álbum foi precedido por dois singles—"Burn So Bright" and 
"Walk with Me".
| N.º | Título                         | Compositor(es)                                                      | Artista      | Duração |  |
| 1.  | "Burn So Bright"               |                                                                     | Bella Thorne | 3:22    |  |
| 2.  | "Reaching"                     |                                                                     | Thorne       | 2:44    |  |
| 3.  | "Warsaw"                       |                                                                     | Morgan Kibby | 3:52    |  |
| 4.  | "What's Real"                  | Van Pierszalowski Brian DaMert Greg Sellin Andrew Wales Sara DaMert | Waters       | 3:27    |  |
| 5.  | "Stockholm"                    |                                                                     | Adriel       | 3:14    |  |
| 6.  | "Sweetest Feeling"             |                                                                     | Thorne       | 2:07    |  |
| 7.  | "Walk with Me"                 |                                                                     | Thorne       | 3:24    |  |
| 8.  | "Where I Stand"                | Mia Wray                                                            | Wray         | 3:23    |  |
| 9.  | "Let the Light In"             |                                                                     | Thorne       | 3:18    |  |
| 10. | "Katie's House"                |                                                                     | Nate Walcott | 2:16    |  |
| 11. | "Mom's Guitar"                 |                                                                     | Walcott      | 1:36    |  |
| 12. | "I'm Old School Too"           |                                                                     | Walcott      | 0:52    |  |
| 13. | "Facts"                        |                                                                     | Walcott      | 0:42    |  |
| 14. | "Chili Party"                  |                                                                     | Walcott      | 0:40    |  |
| 15. | "Boat Dock Talk"               |                                                                     | Walcott      | 1:18    |  |
| 16. | "Sailing Sounds Perfect"       |                                                                     | Walcott      | 1:15    |  |
| 17. | "Wanna Go out on a Real Date?" |                                                                     | Walcott      | 1:23    |  |
| 18. | "I'm Not Swimming"             |                                                                     | Walcott      | 1:22    |  |
| 19. | "Skinny Dip Kiss"              |                                                                     | Walcott      | 1:58    |  |
| 20. | "Sunrise"                      |                                                                     | Walcott      | 1:58    |  |
| 21. | "Triggering Event"             |                                                                     | Walcott      | 1:35    |  |
| 22. | "That Would Be Fine"           |                                                                     | Walcott      | 0:54    |  |

## Histórico de lançamento
| País   | Data                | Tipo de mídia         | Apple Music |
| ------ | ------------------- | --------------------- | ----------- |
| Vários | 16 de março de 2018 | digital download · CD | [ 10 ]      |

## Lançamento
Em outubro de 2016, a Open Road Films adquiriu os direitos de distribuição do filme. Inicialmente, eles agendaram para 14 de julho de 2017, antes de definir para 23 de março de 2018.

### Bilheteria
Midnight Sun arrecadou $9.6 milhões nos Estados Unidos e Canadá, e $17.8 milhões em outros territórios, com um total bruto mundial de $27.4 milhões.
Nos Estados Unidos, Midnight Sun foi lançado junto com Pacific Rim: Uprising, Sherlock Gnomes, Unsane e Paul, Apostle of Christ, e foi projetado para arrecadar cerca de $5 milhões em 2.173 cinemas em seu fim de semana de estreia. Ele acabou estreando com $4 milhões, terminando em 10º na bilheteria. Caiu 54% para $ 1,8 milhões em sua segunda semana..

### Resposta crítica
No agregador de críticas Rotten Tomatoes, o filme mantém um índice de aprovação de 21% com base em 61 comentários, e uma classificação média de 9,8 / 10. O consenso crítico do site diz: "Midnight Sun é um romance adolescente tipicamente manipulador e artificial que, infelizmente, se distingue por seu retrato ofensivamente impreciso de uma doença da vida real." No Metacritic, o filme tem uma pontuação média ponderada de 38 de 100, com base em 14 críticos, indicando "críticas geralmente desfavoráveis". O público entrevistado pelo CinemaScore deu ao filme uma nota média de "A−" em uma escala de A+ a F.

### Premiações
| Ano  | Prêmio                      | Categoria                                    | Destinatário(s)                       | Resultado | Ref.                 |
| ---- | --------------------------- | -------------------------------------------- | ------------------------------------- | --------- | -------------------- |
| 2018 | Prêmios Teen Choice de 2018 | Prémio Teen Choice de melhor filme dramático | Midnight Sun                          | Indicado  | [ 19 ] [ 20 ] [ 21 ] |
| 2018 | Prêmios Teen Choice de 2018 | Melhor Ator em Drama                         | Patrick Schwarzenegger                | Indicado  | [ 19 ] [ 20 ] [ 21 ] |
| 2018 | Prêmios Teen Choice de 2018 | Melhor Atriz em Drama                        | Bella Thorne                          | Indicado  | [ 19 ] [ 20 ] [ 21 ] |
| 2018 | Prêmios Teen Choice de 2018 | Melhor Casal                                 | Bella Thorne e Patrick Schwarzenegger | Indicado  | [ 19 ] [ 20 ] [ 21 ] |
| 2018 | People's Choice Awards      | Filme Favorito de Drama                      | Midnight Sun                          | Indicado  | [ 22 ]               |